# Wereldkampioenschappen schoonspringen 2009 – driemeterplank mannen
Het Wereldkampioenschap op de 3 meter plank voor vrouwen werd gehouden op 22 juli (voorronde en halve finale) en 23 juli 2009 (finale) in de Italiaanse hoofdstad Rome. De eerste 18 uit de voorronde kwalificeerden zich voor de halve finale, de eerste 12 uit de halve finale kwalificeerden zich voor de finale. Titelverdediger was de Chinees Qin Kai.

## Uitslagen

### Voorronde
| Rang | Naam                      | Nationaliteit          | Score  | Bijz. |
| ---- | ------------------------- | ---------------------- | ------ | ----- |
| 1    | Troy Dumais               | Verenigde Staten       | 483.65 | Q     |
| 2    | Alexandre Despatie        | Canada                 | 483.55 | Q     |
| 3    | He Chong                  | China                  | 480.90 | Q     |
| 4    | Zhang Xinhua              | China                  | 472.60 | Q     |
| 5    | Yahel Castillo            | Mexico                 | 463.95 | Q     |
| 6    | Reuben Ross               | Canada                 | 463.00 | Q     |
| 7    | Javier Illana             | Spanje                 | 446.85 | Q     |
| 8    | Michele Benedetti         | Italië                 | 445.45 | Q     |
| 9    | César Castro              | Brazilië               | 437.45 | Q     |
| 10   | Chris Colwill             | Verenigde Staten       | 437.10 | Q     |
| 11   | Matthew Mitcham           | Australië              | 434.35 | Q     |
| 12   | Patrick Hausding          | Duitsland              | 426.05 | Q     |
| 13   | Anton Zakharov            | Oekraïne               | 420.35 | Q     |
| 14   | Timo Klami                | Noorwegen              | 405.00 | Q     |
| 15   | Jorge Luis Pupo Carballo  | Cuba                   | 399.55 | Q     |
| 16   | Víctor Manuel Toranzo     | Cuba                   | 397.40 | Q     |
| 17   | Jonathan Ruvalcaba        | Mexico                 | 395.95 | Q     |
| 18   | Son Seongchel             | Zuid-Korea             | 392.55 | Q     |
| 19   | Matthieu Rosset           | Frankrijk              | 386.00 |       |
| 20   | Damien Cely               | Frankrijk              | 385.50 |       |
| 20   | Jonathan Jörnfalk         | Zweden                 | 385.50 |       |
| 22   | Daniel Egana              | Zweden                 | 385.20 |       |
| 23   | Nicola Marconi            | Italië                 | 382.30 |       |
| 24   | Ramon de Meijer           | Nederland              | 371.95 |       |
| 25   | Constantin Blaha          | Oostenrijk             | 361.10 |       |
| 26   | Charles Calvert           | Verenigd Koninkrijk    | 360.30 |       |
| 27   | Carlos Calvo              | Spanje                 | 360.15 |       |
| 28   | Alexandros Manos          | Griekenland            | 359.20 |       |
| 29   | Yeoh Ken Nee              | Maleisië               | 358.80 |       |
| 30   | Ben Swain                 | Verenigd Koninkrijk    | 356.05 |       |
| 31   | Pavlo Rozenberg           | Duitsland              | 355.30 |       |
| 32   | Illya Kvasha              | Oekraïne               | 355.05 |       |
| 33   | Stefanos Paparounas       | Griekenland            | 353.10 |       |
| 34   | Evgeny Kuznetsov          | Rusland                | 344.55 |       |
| 35   | Shota Korakhashvili       | Georgië                | 344.00 |       |
| 36   | Andrzej Rzeszutek         | Polen                  | 341.10 |       |
| 37   | Grant Nel                 | Australië              | 332.70 |       |
| 38   | Sebastian Villa Castaneda | Colombia               | 327.55 |       |
| 39   | Yuriy Kunakov             | Rusland                | 326.80 |       |
| 40   | Muhammad Fakhru Izzat     | Maleisië               | 325.25 |       |
| 41   | Chola Chanturia           | Georgië                | 323.95 |       |
| 42   | Ville Vahtola             | Finland                | 314.80 |       |
| 43   | Ignas Barkauskas          | Litouwen               | 314.65 |       |
| 44   | Sime Peric                | Kroatië                | 305.20 |       |
| 45   | Jorge Sanchez             | Venezuela              | 304.15 |       |
| 46   | Yorick de Bruijn          | Nederland              | 292.05 |       |
| 47   | Akhmad Sukran Jamjami     | Indonesië              | 290.70 |       |
| 48   | Argenis Alvarez           | Dominicaanse Republiek | 279.30 |       |
| 49   | Sergej Baziuk             | Litouwen               | 279.30 |       |
| 50   | Foo Chuen Li              | Hongkong               | 279.30 |       |
| 51   | Farid Gurbanov            | Azerbeidzjan           | 279.30 |       |

### Halve finale
| Rang | Naam                     | Nationaliteit    | Score  | Bijz. |
| ---- | ------------------------ | ---------------- | ------ | ----- |
| 1    | Alexandre Despatie       | Canada           | 485.05 | Q     |
| 2    | He Chong                 | China            | 483.30 | Q     |
| 3    | Troy Dumais              | Verenigde Staten | 471.50 | Q     |
| 4    | Zhang Xinhua             | China            | 471.00 | Q     |
| 5    | Matthew Mitcham          | Australië        | 467.15 | Q     |
| 6    | César Castro             | Brazilië         | 456.55 | Q     |
| 7    | Javier Illana            | Spanje           | 454.80 | Q     |
| 8    | Yahel Castillo           | Mexico           | 452.05 | Q     |
| 9    | Reuben Ross              | Canada           | 434.55 | Q     |
| 10   | Patrick Hausding         | Duitsland        | 434.10 | Q     |
| 11   | Chris Colwill            | Verenigde Staten | 429.20 | Q     |
| 12   | Michele Benedetti        | Italië           | 422.00 | Q     |
| 13   | Jorge Luis Pupo Carballo | Cuba             | 420.60 | Q     |
| 14   | Timo Klami               | Noorwegen        | 412.35 | Q     |
| 15   | Anton Zakharov           | Oekraïne         | 397.80 | Q     |
| 16   | Son Seongchel            | Zuid-Korea       | 397.00 | Q     |
| 17   | Jonathan Ruvalcaba       | Mexico           | 374.55 | Q     |
| 18   | Víctor Manuel Toranzo    | Cuba             | 370.80 | Q     |

### Finale
| Rang   | Naam               | Nationaliteit    | Score  |
| ------ | ------------------ | ---------------- | ------ |
| Goud   | He Chong           | China            | 505.20 |
| Zilver | Troy Dumais        | Verenigde Staten | 498.40 |
| Brons  | Alexandre Despatie | Canada           | 490,30 |
| 4      | Zhang Xinhua       | China            | 487,75 |
| 5      | Cesar Castro       | Brazilië         | 466.90 |
| 6      | Yahel Castillo     | Mexico           | 459.90 |
| 7      | Javier Illana      | Spanje           | 452.10 |
| 8      | Chris Colwill      | Verenigde Staten | 451.70 |
| 9      | Matthew Mitcham    | Australië        | 431.30 |
| 10     | Patrick Hausding   | Duitsland        | 426.45 |
| 11     | Reuben Ross        | Canada           | 425.30 |
| 12     | Michele Benedetti  | Italië           | 415.70 |